# کوئینی چو
کوئینی چو (انگلیسی: Queenie Chu؛ زادهٔ ۲۲ آوریل ۱۹۸۱) بازیگر اهل هنگ کنگ است.
از فیلم‌ها یا مجموعه‌های تلویزیونی که وی در آن‌ها نقش داشته است، می‌توان به ایپ من: مبارزه نهایی اشاره نمود.